# Thrinaxodon Col
Thrinaxodon Col är ett bergspass i Antarktis. Det ligger i Västantarktis. Nya Zeeland gör anspråk på området. Thrinaxodon Col ligger 2 642 meter över havet.
Terrängen runt Thrinaxodon Col är varierad. Thrinaxodon Col ligger uppe på en höjd. Trakten är obefolkad. Det finns inga samhällen i närheten. 